# PRIVATE VIEW+2
『PRIVATE VIEW+2』は英国のバンド、スウィング・アウト・シスターが2012年に発売したセルフカバー・アルバム。

## 解説
デビュー25周年記念プロジェクトとして日本先行発売、全曲ジャズ・アコースティック・アレンジで構成。　　

## 収録曲
1. インコンプリート・ウィズアウト・ユー
2. ユー・オン・マイ・マインド
3. イット・メイ・ノット・ビー・イナフ (Interlude)
4. ラ・ラ・ミーンズ・アイ・ラヴ・ユー
5. アンド・ザ・フラワーズ・ウィル・グロウ (Interlude)
6. セイム・ガール
7. ノット・ゴナ・チェンジ
8. ブレイクアウト (Fabulous Party Mix)
9. ママ・ディドント・レイズ・ノー・フール
10. あなたにいてほしい (Taj Calder Instrumental)
11. ラヴ・ウォント・レット・ユー・ダウン (Ventricina Mix) 【日本盤ボーナス・トラック】
12. ゲット・イン・タッチ・ウィズ・ユアセルフ 【日本盤ボーナス・トラック】